# 시저는 죽어야 한다
《시저는 죽어야 한다》(이탈리아어: Cesare deve morire)는 타비아니 형제가 감독을 맡은 2012년 이탈리아의 드라마 영화이다. 영화는 제62회 베를린 국제 영화제 경쟁 부문에 진출하였으며 황금곰상을 수상하였다. 또한 제85회 아카데미상 외국어 영화상 이탈리아의 후보 작품으로 선정되었다.

## 출연

### 주연
- 살바토레 스트리아노
- 지오반니 아르쿠리
- 코시모 레가

### 조연
- 안토니오 프라스카
- 주앙 다리오 보네티
- 빈센조 갤로
- 로자리오 마조라나
- 프란체스코 드 마시

## 기타
- 프로듀서: 그라지아 볼피